# Ga Văn phòng Namdong-gu
Ga Văn phòng Namdong-gu (Tiếng Hàn: 남동구청역, Hanja: 南洞區廳驛) là ga tàu điện ngầm của Tàu điện ngầm Incheon tuyến 2 nằm ở Mansu-dong, Namdong-gu, Incheon.

## Lịch sử
- 5 tháng 10 năm 2015: Tên ga được quyết định là Ga Văn phòng Namdong-gu[1]
- 30 tháng 7 năm 2016: Bắt đầu kinh doanh với việc khai trương Tàu điện ngầm Incheon tuyến 2[2]

## Bố trí ga
| Mansu ↑                 |
| \| N/B                  |
| ↓ Công viên lớn Incheon |

| Hướng Bắc | ● Incheon tuyến 2 | ← Hướng đi Công viên công dân · Juan · Geomam · Geomdan Oryu |
| Hướng Nam | ● Incheon tuyến 2 | → Hướng đi Công viên lớn Incheon · Unyeon →                  |

## Xung quanh nhà ga
- Văn phòng Namdong-gu
- Hội đồng Namdong-gu
- Trung tâm Y tế Công cộng Namdong-gu
- Văn phòng Giáo dục Dongbu của Thành phố Incheon
- Chợ truyền thống Jangseung Baeki
- Trường tiểu học Icheonmansu
- Trường trung học cơ sở Chungseong
- Trung tâm phúc lợi hành chính Mansu 1-dong
- Trung tâm phúc lợi hành chính Mansu 6-dong
- Viện Đào tạo Công nghệ Xây dựng
- Trường tiểu học Namdong
- Căn hộ Daedong
- Trung tâm văn hóa và thể thao Namdong
- Tổng công ty đô thị Incheon
- Trường tiểu học Jangsu Incheon
- Sân vận động bóng bầu dục Namdong Asia (sân nhà của Hyundai Steel Red Angels, giải bóng đá nữ WK League)
- Nhà thi đấu Namdong (sân nhà Tòa thị chính thành phố Incheon dành cho nữ H-League)
- Trường Cheongseon
- Cơ quan việc làm Hàn Quốc cho người khuyết tật Trung tâm đào tạo người khuyết tật phát triển Incheon

## Hình ảnh

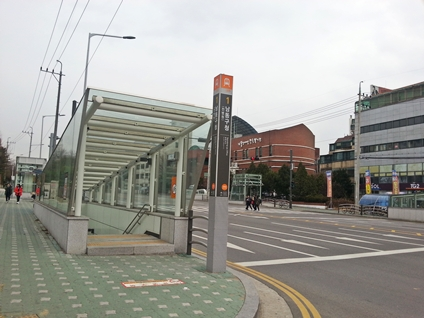
Lối vào 1
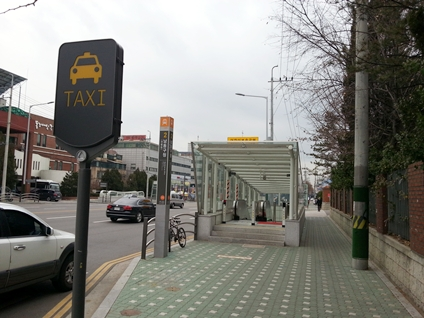
Lối vào 2
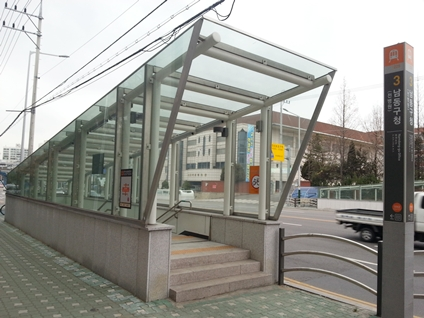
Lối vào 3
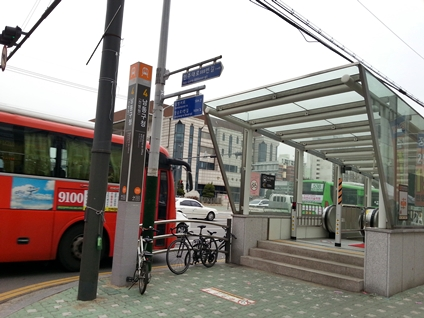
Lối vào 4